# SciBooNE
SciBooNE (англ. SciBar Booster Neutrino Experiment, бустерний нейтринний експеримент SciBar) — нейтринний експеримент, проведений у Національній прискорювальній лабораторії Фермі у США. Він спостерігав нейтрино бустерного пучка нейтрино Fermilab, утворені під час влучання протонів з прискорювача Fermilab у берилієву мішень, що призводило до утворення багатьох короткоживучих частинок, в розпадах яких народжувалися нейтрино. В експерименті SciBooNE співпрацювали приблизно 60 науковців із 17 установ у п’яти країнах (Італія, Японія, Іспанія, Велика Британія та США).

## Конструкція
Детектор SciBooNE був розташований на відстані приблизно 100 метрів від берилієвої мішені, з 50-метровим об’ємом розпаду (де частинки розпадаються на нейтрино) і поглиначем у поєднанні з 50-метровою твердою поверхнею між мішенню та детектором для поглинання частинок, відмінних від нейтрино. Пучок нейтрино, пройшовши через SciBooNE, далі потрапляв на детектор MiniBooNE, розташований на відстані приблизно 540 метрів від мішені.
SciBooNE був розроблений для проведення точних вимірювань поперечних перерізів нейтрино та антинейтрино на ядрах вуглецю та заліза та в поєднанні з MiniBooNE для пошуку стерильних нейтрино за нейтринними осциляціями. Вимірювання поперечного перерізу було використано в експерименті T2K, який почався в Японії в 2009 році.
Детектор SciBooNE мав три підсистеми: SciBar, EC (англ. electron catcher, вловлювач електронів) і MRD (англ. muon range detector, мюонний детектор відстаней). Багато компонентів SciBooNE були перероблені з інших експериментів, завдяки чому бюджет SciBooNE становив лише 1,2 мільйона доларів.

## Результати
SciBooNE збирав дані з червня 2007 року по серпень 2008 року. Його робота складалася з 3 серій запусків: серії 1 і 3 були дослідженнями антинейтрино, а серія 2 була дослідженням нейтрино. Аналіз даних і результати були опубліковані після 2008 року. Загалом SciBooNE опублікував вісім рецензованих журнальних статей, які отримали понад 700 цитувань, а також багато статей у матеріалах конференцій. Основні результати включають результати про зникнення мюонних нейтрино і зникнення мюонних антинейтрино. У записах Fermilab вказано, що експеримент SciBooNE завершено 1 серпня 2013 року. Експериментальний зал SciBooNE перейшов під контроль експерименту ANNIE.